# Benesse Holdings
K.K. Benesse Holdings (ehemals Benesse Corporation, jap. 株式会社ベネッセホールディングス, Kabushiki-gaisha Benesse Hōrudingusu) ist ein japanisches Unternehmen in den Bereichen Fernunterricht, Verlagswesen und Altenpflege, und wurde in der Stadt Okayama gegründet. Es ist an den Wertpapierbörsen von Tokio und Osaka jeweils in der ersten Rubrik notiert (Wertpapierkennnummer 9783). Internationale Bekanntheit erlangte das Unternehmen v. a. als Muttergesellschaft der Berlitz Sprachschulen.

## Ursprung des Unternehmensnamens
Der Name ist von den lateinischen Wörtern „bene“ (gut) und „esse“ (sein) abgeleitet.

## Entwicklung
Am 28. Januar 1955 wurde die Buchhandlung Fukutake Aktiengesellschaft (株式会社福武書店) gegründet. 1994 wurde als zweiter Unternehmenssitz das Fukutake Shoten Tokyo Building (heute Benesse Corporation Tokyo Building) in der Stadt Tama, Tokio, fertiggestellt
Seit April 1995 hieß das Unternehmen Benesse Corporation, 2009 wurde es in Bennese Holdings umfirmiert.
Ein Meilenstein in der Unternehmensgeschichte war die Übernahme der Aktienmehrheit an den Berlitz Sprachschulen nach deren Börsengang 1989, im Jahre 2001 erwarb Benesse Corporation die Berlitz Sprachschulen zu 100 %.